# Hiram Berdan

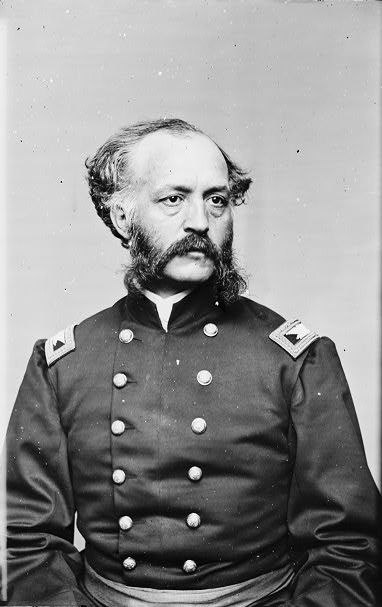
Hiram Berdan in Militäruniform, aufgenommen zwischen 1860 und 1870

Hiram Berdan (* 6. September 1824 in Phelps (New York); † 31. März 1893 in New York City) war ein US-amerikanischer Erfinder, Scharfschütze und Offizier.

## Früher Lebensweg
Berdans Vater war ein Landwirt mit niederländischer Herkunft. Berdan wuchs in Michigan auf. Er besuchte das Hobart College, wo er Maschinenbau studierte und wurde ein fähiger Maschinenbauingenieur und Erfinder. Er zog dann nach New York City, wo er verschiedene Maschinen erfand bzw. konstruierte. Darunter waren eine Dreschmaschine, ein automatischer Backofen oder eine Amalgamieranlage, die Gold und Erz trennte. Berdan war in der amerikanischen und britischen Industrie bekannt und wurde mehrmals in der angesehenen Zeitschrift Scientific American erwähnt. Er konnte die Rechte an seinen Erfindungen gewinnbringend vermarkten und sich dadurch auf seine Passion, das sportliche Gewehrschießen konzentrieren. Er nahm an verschiedenen Wettbewerben teil und galt eine Zeit lang als der beste Schütze der Vereinigten Staaten.
Berdan sprach sich offen für den Abolitionismus aus und pflegte auch Kontakte in die Politik. Sein Hang zur Selbstdarstellung polarisierte; während er in einigen Kreisen beliebt war, hatte er auf der anderen Seite Gegner.

## Sezessionskrieg
Nach Beginn des Sezessionskrieges reiste Berdan nach Washington, D. C. und kontaktierte dort am 13. Juni 1861 den Präsidenten Abraham Lincoln. Berdan schlug vor, eine Scharfschützeneinheit, die United States Sharpshooters, aufzustellen. Lincoln stimmte zu und der General Winfield Scott regelte die Aufstellung. Im November 1861 wurde das erste Regiment der US Sharpshooters aufgestellt; Berdan wurde im Rang eines Colonel ihr Kommandeur. Etwas später folgte die Aufstellung des zweiten Regiments. Beide Regimenter wurden der Potomac-Armee zugeteilt und nahmen ab dem Halbinsel-Feldzug (März–Juli 1862) am Kriegsgeschehen teil. Die Beschaffung eines geeigneten Gewehrs dauerte lange, was zum Teil dem sprunghaften Charakter Berdans geschuldet war. Schließlich erhielten die Scharfschützen eine Variante des Sharps-Gewehrs mit Stecherabzug, welche als Berdan Sharps Rifle bekannt wurde.
Bei der Schlacht bei Chancellorsville (1. bis 4. Mai 1863) zeigte Berdans Regiment gute Leistungen bei gleichzeitig schweren eigenen Verlusten. Nach dem Krieg erhielt er für seine Leistung in der Schlacht den Brevet-Rang eines Brigadegenerals. In der Schlacht von Gettysburg (1.–3. Juli 1863) führte Berdan temporär eine Brigade, welche aus den Scharfschützen- und anderen Infanterieregimentern bestand. Dafür erhielt er später einen Brevet-Rang als Generalmajor. Trotz der militärischen Erfolge seiner Scharfschützenregimenter stellte die United States Army die Leistungen von Berdan in Frage und empfahl ihn nicht für höherwertige Verwendung.
Berdan hatte keine formelle militärische Ausbildung. Dass er seinen Offiziersposten durch Absprache mit dem Präsidenten innehatte, sorgte für Misstrauen unter anderen Offizieren. Auch ohne militärische Ausbildung erkannte er, früher als viele andere Offiziere der US Army, dass die bis dahin übliche Lineartaktik der Infanterie aufgrund der Leistungssteigerung in der Gewehrtechnik (Reichweite, Zielgenauigkeit und Kadenz) zum Scheitern verurteilt war. Berdan geriet mit verschiedenen Offizieren in Konflikt und beschuldigte einige der Feigheit. Er selbst wurde am 10. März 1863 wegen Feigheit vor dem Feind vor ein Kriegsgericht gestellt, da er sich in Gefechten mehrmals von seiner Truppe entfernt hatte. Berdan wurde zwar freigesprochen, aber es war ziemlich offensichtlich, dass er Zeugen eingeschüchtert hatte. Der Brigadegeneral Amiel Weeks Whipple wollte den Freispruch nicht auf sich beruhen lassen und strebte wahrscheinlich einen weiteren Prozess an. Aber dazu kam es nicht, denn Whipple wurde in der Schlacht bei Chancellorsville tödlich verwundet. Letztendlich quittierte Berdan am 2. Januar 1864 den Dienst in der US Army.

## Leben nach dem Krieg

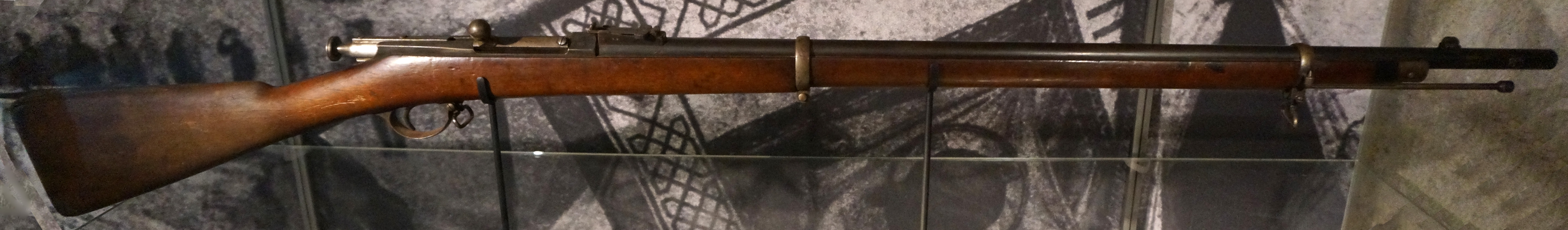
Berdan-Gewehr Modell 2

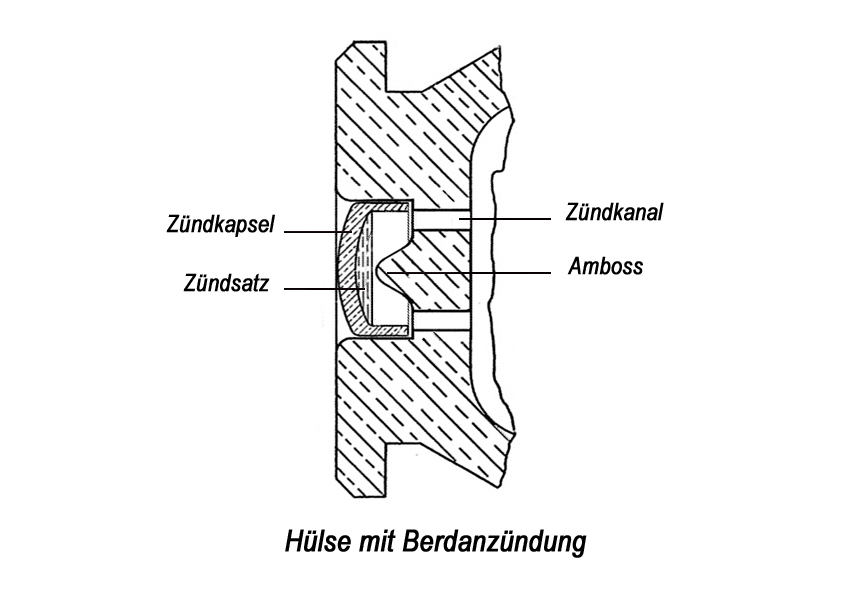

Berdan kehrte nach New York City zurück, wo er an weiteren waffentechnischen Erfindungen arbeitete. Darunter waren die Aptierung von Springfield-Vorderladergewehren auf Hinterladung im Jahre 1866, eine ähnliche Aptierung für Vorderladergewehre in Spanien im Jahre 1867 sowie das Berdan-Gewehr Modell 1 für Russland im Jahre 1867. Bei all diesen Waffen verwendete er einen Klappenverschluss. Beim Berdan-Gewehr Modell 2 für Russland im Jahre 1871 hingegen verwendete er einen Zylinderverschluss. Berdan machte auch eine Reihe mariner Konstruktionen: einen Torpedo, ein U-Boot und ein Torpedoboot.
Berdans mit Abstand wichtigste Erfindung ist die Berdanzündung, ein Zündsystem für Zentralfeuerpatronen. In den 1860er-Jahren fand ein Wettrennen um das beste Zündsystem statt. Berdans System war unkompliziert, funktionssicher und preiswert; es wird seitdem in vielen Patronentypen verwendet. Er erhielt am 29. September 1868 das Patent unter der Nummer US82587. Es gibt jedoch Kritik, dass sich Berdan das Zündsystem bei einem Besuch im Frankford Arsenal abgeschaut hat.
Alle Kritik an Berdan hat ihm nicht geschadet; er starb vermögend und bekam ein Begräbnis mit militärischen Ehren auf dem Nationalfriedhof Arlington. Er hinterließ eine Frau und zwei Töchter, sein Sohn starb bereits 1878 mit nur 21 Jahren.